# 지현정 (모델)
지현정(1986년 2월 28일~)은 대한민국의 모델이다.

## 생애
지현정은 1986년 2월 28일 서울특별시에서 태어났고, 2005년 혜화여자고등학교 졸업하자마 2010년 동덕여자대학교 스포츠모델학과를 졸업했다. 에스팀 소속의 모델로 패션쇼와 화보 잡지에서 주로 활동하고 있다. 방송은 뷰티나 패션 관련된 방송을 위주로 출연하는 듯. 그리고 나름 경력있는 모델로 한혜진과 친구이기도 하다. 참고로 한혜진, 송경아, 장윤주, 김재욱과 함께 TOP MODEL이라는 책을 내기도 했다.

## 쇼
- 샤넬
- 에르메스
- 구찌
- 펜디
- 마크 제이콥스
- 페라가모
- 까르띠에
- 도나카란
- DKNY
- 블루마린
- 서울패션위크

## 방송
- 온스타일 Style Hot MC
- 온스타일 싱글즈인서울3 - 콘트라섹슈얼
- 온스타일 겟잇뷰티
- 온스타일 devil's RUNWAY 심사위원
- SBSfunE 스타뷰티쇼
- 엠넷 Wide 연예뉴스
- 엠넷 Wide- Girls Day Out
- MTV Girls on Top 시즌1
- 올리브tv O'live show 3 MC
- tvN 꽃미남 서바이벌 OH! BOY
- 온스타일 스타일 매거진
- MBN 충무로 와글와글
- KBS 라디오 이민우의 자유선언 게스트
- SBS 미운우리새끼 영상 출연(한혜진 편)

## 광고
- 이넬화장품
- 필립스
- Rene Furterer
- 기네스
- 주크
- 삼성전자 애니콜
- 후지필름
- 콜드 주스
- 라네즈
- Nix
- Zooc
- gr
- LAQUIA
- 일동제약
- SK-II
- 옹골진
- 신세계 백화점
- 엘라호야
- 웰라
- 헤라
- 토미 힐피거
- 르까프
- 아리따움
- 아디다스 F/W 캠페인
- 쉐리 섬유 유연제
- 삼성 래미안 아파트

## 도서
- 2011.05.11 TOP MODEL(WANNABE STYLE)

## 학력
- 혜화여자고등학교 (졸업)
- 동덕여자대학교 스포츠모델학과 (졸업)